# András Mihály
Andras Mihaly (født 6. november 1917 i Budapest, Ungarn, død 19. september 1993) var en ungarsk komponist, cellist, dirigent, professor og lærer.
Mihaly studerede cello og komposition på Liszt Musik Akademi, og studerede privat hos bl.a. Pal Kadosa. Han arbejdede som cellist og kordirigent, og var lærer og professor i komposition på Musikkonservatoriet i Budapest.
Mihaly har skrevet tre symfonier, orkesterværker, kammermusik, opera, koncertmusik, og instrumentalværker.

## Udvalgte værker
- Symfoni nr. 1 "Sinfonia da Requiem" (1946) - for kor og orkester
- Symfoni nr. 2 (1950) - for orkester
- Symfoni nr. 3 (1962) - for orkester
- Klaverkoncert (1954) - for klaver og orkester
- Cellokoncert (1963) - for cello og orkester